# Mirerani
Mererani è una circoscrizione urbana (urban ward) della Tanzania situata nel distretto di Simanjiro, regione del Manyara. Conta una popolazione di 13 450 abitanti (censimento 2012).